# André Malraux
Georges André Malraux (Párizs, 1901. november 3. – Créteil, 1976. november 23.) francia regényíró, művészetteoretikus és kulturális miniszter. La Condition Humaine (Emberi sorsok) (1933) című regényével elnyerte a Goncourt-díjat. Charles de Gaulle elnök kinevezte információs miniszterré (1945–1946), majd Franciaország első kulturális miniszterévé, de Gaulle elnöksége alatt (1959–1969).

## Fiatalkora
Malraux 1901-ben született Párizsban, Fernand-Georges Malraux (1875–1930) és Berthe Félicie Lamy (1877–1932) fiaként. Szülei 1905-ben különváltak, és végül elváltak. Vannak olyan felvetések, hogy Malraux apai nagyapja 1909-ben öngyilkos lett.
Malraux-t édesanyja, Marie Lamy anyai nagynénje és anyai nagyanyja, Adrienne Lamy (született: Romagna) nevelte fel, akinek volt egy élelmiszerboltja Bondy kisvárosában. Tőzsdeügynök édesapja öngyilkos lett 1930-ban a tőzsde nemzetközi összeomlása és a nagy gazdasági világválság kezdete után. Gyermekkorától kezdve észrevették, hogy Andrénak markáns idegessége és motoros és vokális tikkje volt. Életrajzírója, Olivier Todd, aki 2005-ben könyvet adott ki Malraux-ról, azt sugallja, hogy Tourette-szindrómája volt, bár ezt nem erősítették meg. Akárhogy is, a legtöbb kritikus ezt nem tekintette jelentős tényezőnek Malraux életében vagy irodalmi munkásságában.
A fiatal Malraux korán otthagyta a formális oktatást, de kíváncsiságát a párizsi könyvkereskedőkön és múzeumokon keresztül kielégítette, és gazdag könyvtárait is felfedezte.

## Pályafutása

### Korai évek
Malraux első publikált műve, a "A kubista költészet eredete" című cikk 1920-ban jelent meg Florent Fels Action című folyóiratában. Ezt 1921-ben három félig szürrealista mese követte, amelyek közül az egyiket, a "Papírholdakat" (Lunes en Papier) illusztrálta: Fernand Léger. Malraux a korabeli párizsi művészeti és irodalmi miliőt is gyakran látogatta, és olyan személyiségekkel találkozott, mint Demetrios Galanis, Max Jacob, François Mauriac, Guy de Pourtalès, André Salmon, Jean Cocteau, Raymond Radiguet, Florent Fels, Pascal Pia, Marcel Arland, Edmond Jaloux és Pierre Mac Orlan. 1922-ben Malraux feleségül vette Clara Goldschmidtot. Malraux és első felesége 1938-ban különváltak, de csak 1947-ben váltak el. Ebből a házasságból született lánya, Florence (szül. 1933) Alain Resnais filmrendezőhöz ment feleségül. Húszéves korára Malraux Friedrich Nietzsche német filozófus munkáját olvasta, aki élete hátralévő részében nagy hatással volt rá. Különösen lenyűgözte Nietzsche elmélete a folytonos zűrzavarban lévő világról, és az a kijelentése, hogy „maga az egyén még mindig a legújabb alkotás”, aki teljes mértékben felelős minden cselekedetéért. Malraux leginkább Nietzsche elméletét fogadta el az Übermenschről, a hősies, magasztos emberről, aki nagyszerű műalkotásokat hoz létre, és akinek akarata lehetővé teszi számára, hogy bármi felett diadalmaskodjon.

### Indokína

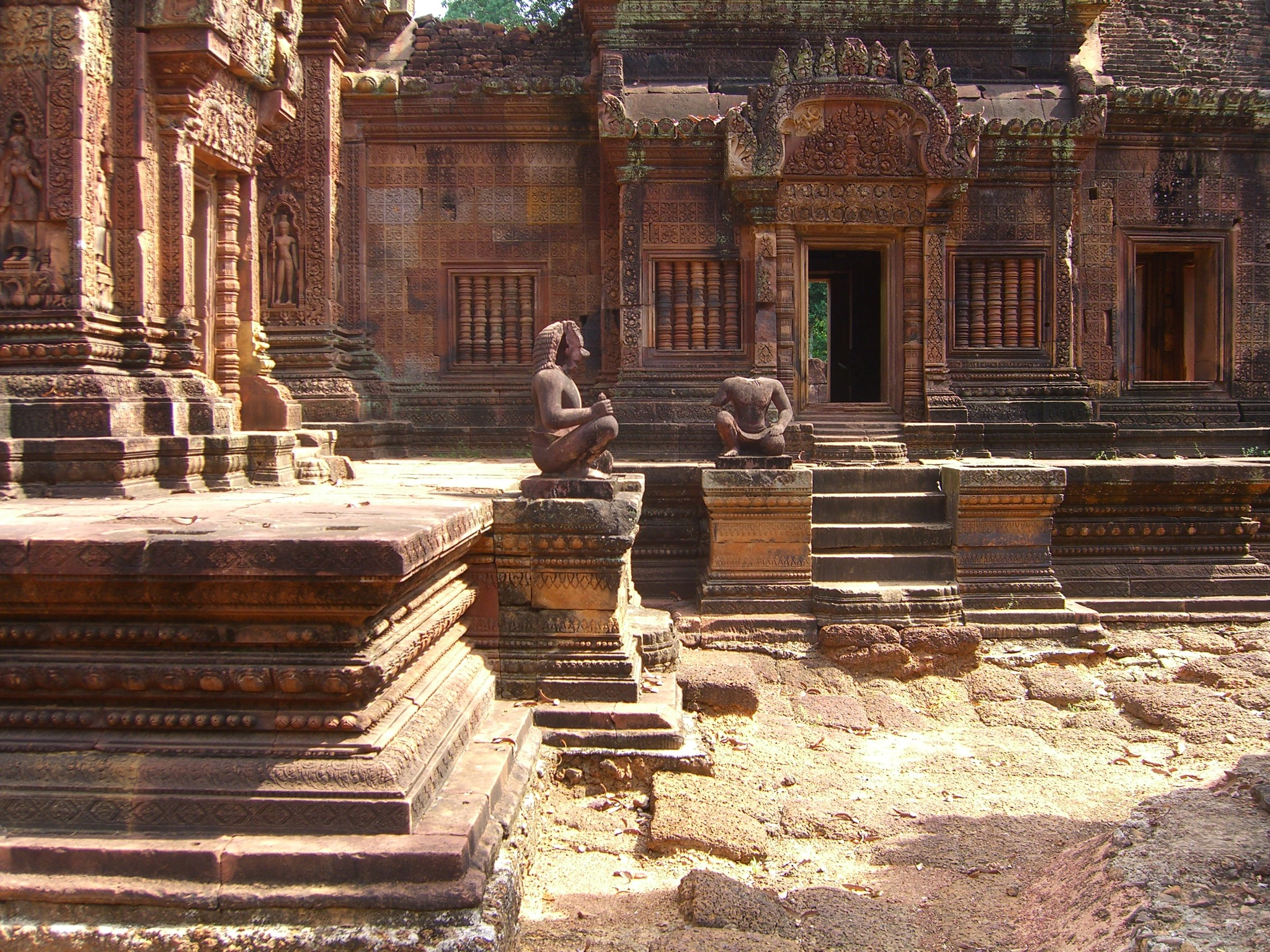
A Banteay Srei templom ismeretes műkincslopás esete volt, amikor André Malraux ellopott négy dévatát (istennőszobor) 1923-ban (hamarosan letartóztatták és a szobrok visszakerültek).

T. E. Lawrence, más néven "Arábiai Lawrence" olyan kétes hírnevet szerzett Franciaországban, miszerint aki állítólag felelős volt Franciaország szíriai gondjaiért az 1920-as években. Kivételt képezett Malraux, aki Lawrence-et példaképnek, intellektuális cselekvőembernek és romantikus, rejtélyes hősnek tekintette. Gyakran bevallotta, hogy „bizonyos vonzalom” van benne Lawrence-hez, és felvetették, hogy Malraux hirtelen döntését, hogy felhagy a párizsi szürrealista irodalmi színtérrel a távol-keleti kaland miatt, az a vágy váltotta ki, hogy utánozza Lawrence-et, aki régészként kezdte pályafutását az Oszmán Birodalomban, amikor az ókori Karkemis város romjait tárja fel Aleppó vilajetjében, a mai Szíria területén. Mivel Lawrence először a Közel-Keleten szerezte hírnevét egy ősi civilizáció romjait ásva, természetes volt, hogy Malraux a Távol-Keletre utazott, hogy Ázsiában is ősi romokat ásva szerezzen hírnevet. Lawrence mindenekelőtt írónak tartotta magát, miközben a cselekvő embernek, a nietzschei hősnek, aki akarata erejével győzedelmeskedik a környezet és az emberek felett, olyan személyként, akit tudatosan utánzott. Malraux gyakran írt Lawrence-ről, akit csodálattal jellemez, mint egy olyan embert, akinek szüksége van az "abszolútra", aki számára nem voltak lehetséges kompromisszumok, és akinek végigmenni az úton az egyetlen lehetőség. Malraux hasonlóképpen érvelt, hogy Lawrence-re nem elsősorban az arab felkelés gerillavezéreként és Fejszál emír brit összekötő tisztjeként kell emlékezni, hanem inkább romantikus, lírai íróként, mivel az írás volt Lawrence első szenvedélye, amely Malraux-t is nagyon jól jellemezte. Bár Malraux a művészetről írt regényeivel, verseivel és esszéivel, kalandjaival és politikai aktivizmusával kombinálva udvarolt hírnévnek, erősen félénk és magának való volt, aki távolságot tartott önmaga és mások között. Zárkózottsága arra késztette első feleségét, Clarát, hogy később azt mondta, alig ismerte őt a házasságuk alatt.
1923-ban 22 évesen Malraux és Clara a Kambodzsai Francia Protektorátusba távozott. Az Angkor Wat egy hatalmas, 12. századi templom a Khmer Birodalom régi fővárosában. Angkor (Yasodharapura) „a világ legnagyobb városi települése” volt a 11. és 12. században, amelyet Délkelet-Ázsia szárazföldi részén átívelő csatorna- és úthálózat támasztott alá, mielőtt elpusztult és a dzsungelbe zuhant. Angkor Wat romjainak nyugatiak általi felfedezése (a khmerek soha nem hagyták el teljesen Angkor templomait) a dzsungelben, amelyet Henri Mouhot francia felfedező 1861-ben fedezett fel, kővetkeztében Kambodzsa romantikus hírnévre tett szert Franciaországban, mint a khmer birodalom hatalmas, titokzatos romjainak otthona. Kambodzsába érve, Malraux, Clara és barátja, Louis Chevasson expedíciót indított az egykori császári települések feltáratlan területeire, rejtett templomok után kutatva abban a reményben, hogy találnak olyan műalkotásokat és tárgyakat, amelyeket eladhatnak műgyűjtőknek és múzeumoknak. Körülbelül ugyanebben az időben a régészek a francia kormány jóváhagyásával nagyszámú tárgyat távolítottak el Angkorból – amelyek közül sok ma a párizsi Guimet Múzeumban található. Hazatérése után Malraux-t letartóztatták, és a francia gyarmati hatóságok vádat emeltek ellene, mert eltávolított egy domborművet a gyönyörű Banteay Srei templomból. Malraux, aki úgy vélte, hogy az akkori törvény szerint járt el, vitatta a vádakat, de nem járt sikerrel.
Malraux indokínai tapasztalatai miatt rendkívül kritikussá vált az ottani francia gyarmati hatóságokkal szemben. 1925-ben Paul Moninnal, egy haladó ügyvéddel segített megszervezni a "Young Annam League"-t, és megalapította a L'Indochine című újságot, hogy megvédje Vietnám függetlenségét. Miután szembeszegült a francia hatóságokkal, Malraux azt állította, hogy átkelt Kínába, ahol részt vett a Kuomintanggal és akkori szövetségeseikkel, a kínai kommunistákkal a hadurak elleni harcban, mielőtt azok 1927-ben egymás ellen fordultak, ezzel kezdetét vette a kínai polgárháború, amely 1949-ig tartott. Valójában Malraux csak 1931-ben járt Kínában, és nem látta személyesen a kínai kommunisták véres elnyomását a Kuomintang által 1927-ben, ahogy gyakran utalt rá, bár sokat olvasott a témában.

### Ázsiai regények
Franciaországba való visszatérése után Malraux kiadta a La Tentation de l'Occident-t (1926). A mű egy nyugati és egy ázsiai levélváltás formájában zajlott, összehasonlítva a két kultúra aspektusait. Ezt követte első regénye, Les Conquérants (A hódítók, 1928), majd a La Voie royale (Királyok útja, 1930), amely néhány kambodzsai tapasztalatát tükrözte. Dennis Roak amerikai irodalomkritikus úgy fogalmazott, hogy a Les Conquérants a Seven Pillars of Wisdom (A Bölcsesség hét pillére) által befolyásolt, jelen időben elmesélt történet hatott rá „...a párbeszéd staccato vonásaival, valamint a hang és a látvány, a fény és a sötétség képeivel, amelyek lenyűgözően kísérteties atmoszférát teremtenek”. A Les Conquérants 1925 nyarán játszódott a Kínai Kommunista Párt (KKP) és a Kuomintang által Hongkongban és Kantonban kiírt általános sztrájk hátterében, a regény az "antiimperialista" tábor közötti politikai intrikákról szól. A regényt egy névtelen francia meséli el, aki Saigonból Hongkongba és Kantonba utazik, hogy találkozzon egy régi barátjával, Garine-nal, aki egy hivatásos forradalmár, aki Mihail Borodinnal dolgozik, aki a való életben a Komintern fő ügynöke volt Kínában. A Kuomintangot meglehetősen hízelgően konzervatív kínai nacionalistákként ábrázolják, akiket nem érdekelnek a társadalmi reformok, egy másik frakciót Hong, egy kínai bérgyilkos vezet, aki az erőszak kedvéért forradalmi erőszakot követett el, és csak a kommunistákat ábrázolják viszonylag kedvezően. A drámai feszültség nagy része a regényben a hős, Garine és Borodin közötti háromoldalú harcra vonatkozik, akit csak az érdekel, hogy a kínai forradalmat a szovjet külpolitikai célok elérésére használja fel. Az a tény, hogy az európai karaktereket lényegesen jobban megrajzolják, mint az ázsiai karaktereket, Malraux abban az időben Kínát inkább egzotikus helyként értelmezte, ahol az európaiak saját drámájukat játsszák, nem pedig olyan helyként, amelyet önmagában kell megérteni. Malraux Ázsiáról szóló írásai kezdetben az „orientalizmus” hatását tükrözték, amely a Távol-Keletet furcsa, egzotikus, dekadens, titokzatos, érzéki és erőszakosként mutatta be, de Kínáról alkotott képe némileg humanizáltabbá és megértőbbé vált, mivel Malraux figyelmen kívül hagyta orientalista és eurocentrikus álláspontját és a kínaiakat embertársaiként mutatta be
Ázsiai regényei közül a második a félig önéletrajzi jellegű La Voie Royale volt, amely egy francia Claude Vannec kalandjait meséli el, aki dán barátjával, Perkennel együtt elindul a cím szerinti királyi úton Kambodzsa dzsungelébe, azzal a szándékkal, hogy domborműves szobrokat lopjon el a hindu templomok romjairól. Sok veszedelmes kaland után Vannec és Perken ellenséges törzsek fogságába esik, és megtalálják Perken régi barátját, Grabotot, akit már egy ideje elfogtak. Grabot, a Francia Idegenlégió dezertőrje semmivé lett, mivel fogvatartói megvakították és karóhoz kötözve éheztették, ami az emberi leépülés éles képe. A három európai megszökik, de Perken megsebesül, és fertőzésben meghal. Through ostensibly an adventure novel, La Voie Royale is in fact a philosophical novel concerned with existential questions about the meaning of life. A látszólagos kalandregényen keresztül a La Voie Royale valójában egy filozófiai regény, amely az élet értelmével kapcsolatos egzisztenciális kérdésekkel foglalkozik. A könyv akkoriban megbukott, mivel a kiadók izgalmas kalandtörténetként hirdették, amely a távoli, egzotikus Kambodzsában játszódik, ami sok olvasót megzavart, akik ehelyett egy mély filozófiai kérdéseken töprengő regényt találtak.
Ázsiai regényeiben Malraux fegyverként használta Ázsiát Európa ellen, mivel azt állította, hogy az első világháború után meghalt az az eszmény, hogy az emberiség általános fejlődése szempontjából Európa haladása egyre jobb legyen. Mint ilyen, Malraux most amellett érvelt, hogy az európai civilizáció egy nietzschei űrrel, egy szürkületi világgal néz szembe, Isten és haladás nélkül, amelyben a régi értékek értéktelennek bizonyultak, és az egykor létező spiritualitás érzése eltűnt.
Malraux Agnosztikus, de erősen spirituális emberként azt állította, hogy „esztétikai spiritualitásra” van szükség, amelyben a „művészet” és a „civilizáció” szeretete lehetővé teszi az életben a le sacré értékelését, azt az érzékenységet, amely egyszerre tragikus és félelmetes és inspiráló, ahogy az ember áttekintette a világ összes kulturális kincsét, az emberiség helyének misztikus érzése egy olyan univerzumban, amely éppoly elképesztően szép, mint titokzatos. Malraux azzal érvelt, hogy mivel a halál elkerülhetetlen, és egy jelentés nélküli világban, amely így "abszurd" volt, csak a művészet tud értelmet adni egy "abszurd" világban. Azzal érvelt, hogy a művészet túlmutat az időn, mivel a művészet lehetővé tette a múlthoz való kapcsolódást, és maga a művészet megbecsülésének aktusa maga a művészet aktusa, mivel a művészet szeretete a végtelen művészi metamorfózis folytatásának része, amely állandóan valami újat hozott létre. Malraux azzal érvelt, hogy amint a különböző művészeti típusok be- és kilépnek a stílusból, egy stílus újjáéledése metamorfózist jelent, mivel a művészetet soha nem lehetett pontosan ugyanúgy értékelni, mint a múltban. Mivel a művészet időtlen volt, legyőzte az időt és a halált, mivel a műalkotások a művész halála után tovább éltek.
Jean-Pierre Hérubel amerikai irodalomkritikus azt írta, hogy Malraux soha nem dolgozott ki teljesen koherens filozófiát, mivel misztikus Weltanschauung-ja (világszemlélete) inkább érzelmekre, mint logikára épült. Malraux álláspontja szerint az összes szakma közül a művész volt a legfontosabb, mivel a művészek az emberi szellem felfedezői és utazói voltak, mivel a művészi alkotás volt az emberi teljesítmény legmagasabb formája, mivel csak a művészet tudta szemléltetni az emberiség kapcsolatát a világegyetemmel. Ahogy Malraux írta, "van valami sokkal nagyobb, mint a történelem, és ez a zseni kitartása". Hérubel azzal érvelt, hogy eredménytelen kísérletet tenni Malraux kritizálására a módszertani következetesség hiánya miatt, mivel Malraux olyan költői érzékenységet, bizonyos lírai stílust művelt, amely inkább a szívhez, mint az agyhoz vonzódik. Malraux büszke francia volt, de világpolgárnak is tekintette magát, olyan embernek, aki szerette a világ összes civilizációjának kulturális vívmányait. Ugyanakkor Malraux bírálta azokat az értelmiségieket, akik vissza akartak vonulni az elefántcsonttoronyba, ehelyett azzal érvelve, hogy az értelmiségiek kötelessége részt venni és harcolni (mind metaforikusan, mind szó szerint) a kor nagy politikai ügyeiben, hogy az egyetlen igazán nagy ügyek voltak azok, amelyekért az ember hajlandó volt meghalni.
1933-ban Malraux kiadta a La Condition Humaine az 1927-es sanghaji kommunista lázadásról szóló regényt. Annak ellenére, hogy Malraux megpróbálta kínai karaktereit háromdimenziósabbnak és fejlettebbnek mutatni be, mint a Les Conquérantsban, életrajzírója, Oliver Todd azt írta, hogy „nem tud teljesen elszakadni a hagyományos kínai elképzeléstől a kulikkal, bambuszrügyekkel, ópiumszívókkal, nincstelenekkel és prostituáltakkal", amelyek akkoriban a szokásos francia sztereotípiák voltak Kínáról. Az alkotást 1933-ban Goncourt-díjjal jutalmazták. Clarával kötött házassága felbomlása után Malraux 1933-tól kezdve Josette Clotis újságíróval és regényíróval élt együtt. Malrauxnak és Josette-nek két fia született: Pierre-Gauthier (1940–1961) és Vincent (1943–1961). 1944-ben, miközben Malraux Elzászban harcolt, Josette 34 évesen meghalt, amikor felszállt egy vonatra. Két fia együtt halt meg 1961-ben egy autóbalesetben. Az autót, amit vezettek, Vincent barátnője, a gazdag Clara Saint adta nekik.

### Elveszett városok keresése
1934. február 22-én Malraux Édouard Corniglion-Molinier-vel együtt indult egy nagy nyilvánosságot kapott expedícióra, hogy megtalálja Sába királynőjének az Ószövetségben említett elveszett fővárosát. Szaúd-Arábia és Jemen is távoli, veszélyes helyek voltak, ahová akkoriban kevés nyugati járt, és ami az expedíciót különösen veszélyessé tette, hogy mikor Sába elveszett városait kereste, Ibn Szaúd szaúd-arábiai király megszállta Jement és az azt követő szaúdi–jemeni háború nagyban megnehezítette a keresést. Miután több hétig repült a szaúd-arábiai és jemeni sivatagok felett, Malraux visszatért Franciaországba, hogy bejelentse, hogy a jemeni hegyekben talált romok Sába királynőjének fővárosa. Bár állítását a régészek általában nem fogadják el, az expedíció megalapozta Malraux hírnevét és több későbbi esszéjének anyagát is biztosította. Though Malraux's claim is not generally accepted by archeologists, the expedition bolstered Malraux's fame and provided the material for several of his later essays.

### Spanyol polgárháború

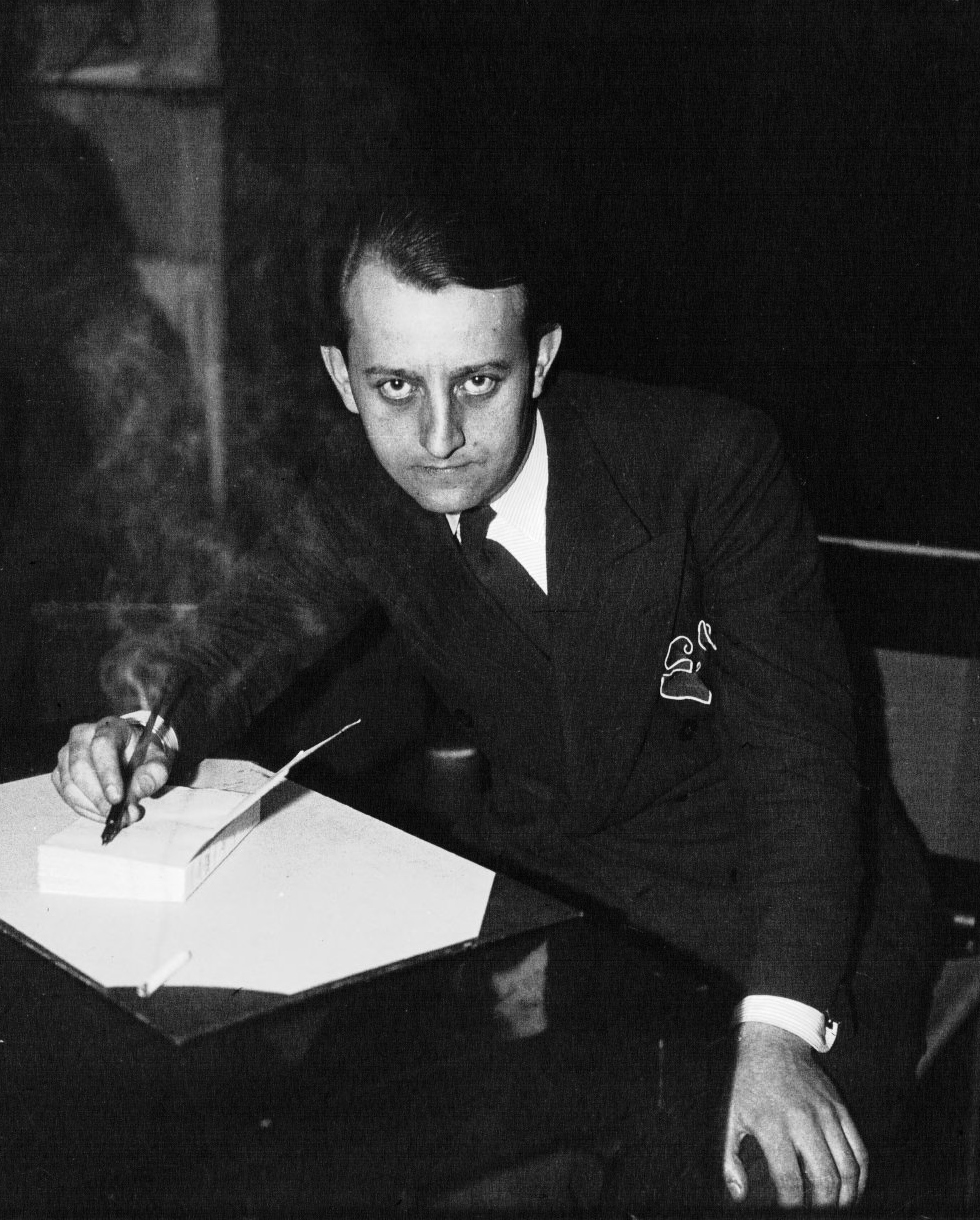
André Malraux 1933-ban

Az 1930-as években Malraux az antifasiszta népfrontban tevékenykedett Franciaországban. A spanyol polgárháború kezdetén csatlakozott a republikánus erőkhöz Spanyolországban, a kis spanyol köztársasági légierőben szolgált és segített megszervezni azt. Curtis Cate, egyik életrajzírója azt írja, hogy Malraux kétszer is könnyebben megsebesült az 1936-os madridi csata megállítására tett erőfeszítések során, amikor a spanyol nacionalisták megpróbálták elfoglalni Madridot, de a történész Hugh Thomas ennek ellenkezőjét állítja.
A francia kormány repülőgépeket küldött a republikánus erőknek Spanyolországba, de ezek az 1936-os szabványokhoz képest elavultak. Főleg Potez 540 bombázók és Dewoitine D.372 vadászgépek voltak. A lassú Potez 540 ritkán élte túl a három hónapos légi küldetést, 160 csomós sebességgel repült az ellenséges vadászgépekkel szemben, amelyek több mint 250 csomóval repültek. Kevés vadászgép bizonyult repülésre alkalmasnak, és szándékosan fegyverek vagy irányzékok nélkül szállították le őket. A francia védelmi minisztérium attól tartott, hogy a Francisco Franco tábornokkal harcoló német Condor légió könnyen elfogja a modern típusú repülőgépeket, és a kisebb modellek alkalmazása a hivatalos „semlegesség” megőrzésének egyik módja volt. A gépeket mindkét oldalon felülmúlták az 1936 végére bevezetett modernebb típusok.
A Köztársaság fényképeket terjesztett Malraux-ról, amint néhány Potez 540 bombázó mellett állt, ami arra utalt, hogy Franciaország az ő oldalukon állt, amikor Franciaország és az Egyesült Királyság hivatalosan kinyilvánította semlegességét. De Malraux elkötelezettsége a republikánusok iránt személyes volt, mint sok más külföldi önkéntesé, és soha nem utalt arra, hogy a francia kormány parancsára lenne jelen. Malraux maga nem volt pilóta, és soha nem is állította, hogy az, de úgy tűnik, hogy vezetői tulajdonságait elismerték, mert kinevezték az „España” osztag századvezetőjévé. Tisztában volt a republikánusok gyengébb fegyverzetével, amelynek csak egy példája volt az elavult repülőgépek, ezért körbejárta az Egyesült Államokat, hogy pénzt gyűjtsön az ügy érdekében. 1937-ben kiadta a L'Espoir (A remény) című regényét, amelyet spanyol háborús tapasztalatai ihlettek. 1937 júliusában részt vett a Valenciában, Barcelonában és Madridban megrendezett Második Nemzetközi Írókongresszuson, amelynek célja az értelmiségiek háborúhoz való hozzáállásának megvitatása volt, és amelyen számos író vett részt, köztük Ernest Hemingway, Stephen Spender és Pablo Neruda.
Malraux olyan jelentős történelmi eseményekben való részvétele, mint a spanyol polgárháború, elkerülhetetlenül elszánt ellenfeleket és erős támogatókat hozott számára, és a vélemény ebből következő polarizálódása sok mindent megfestett és megkérdőjelezhetővé tett, amit életéről (Férfi sorsa) írtak. Harctársai dicsérték Malraux vezető szerepét és bajtársiasságát[42], míg André Marty a Kominternből „kalandornak” nevezte őt magas rangja és a spanyol republikánus kormánnyal szembeni követelései miatt. Antony Beevor brit történész azt is állítja, hogy "Malraux nem csak azért tűnik ki, mert mythomániás volt a harci hősiesség állításaiban – Spanyolországban, majd a francia ellenállásban -, hanem mert cinikusan kihasználta az intellektuális hősiesség lehetőségét a Spanyol Köztársaság legendájában."
Mindenesetre Malraux olyan eseményekben való részvétele, mint a spanyol polgárháború, elterelte a figyelmet fontos irodalmi teljesítményéről. Malraux mindenekelőtt írónak és gondolkodónak tekintette magát (és nem "cselekvő embernek", ahogyan az életrajzírók oly gyakran ábrázolják), hanem rendkívül eseménydús életét – ami távol áll attól a sztereotípiától, hogy a francia értelmiségi a dolgozószobájába vagy egy balparti kávézóba korlátozódik – hajlamos volt elfedni ezt a tényt. Ennek eredményeként irodalmi munkái, köztük fontos művészetelméleti munkái a vártnál kevesebb figyelmet kaptak, különösen az angol nyelvű országokban.

### Második világháború
A második világháború elején Malraux csatlakozott a francia hadsereghez. 1940-ben a franciaországi csata során elfogták, de megszökött, és később csatlakozott a francia ellenálláshoz. 1944-ben a Gestapo fogságába esett. Később Strasbourg védelmében és Stuttgart támadásában az Elzász-Lotaringia dandárt irányította.
André féltestvére, Claude a Special Operations Executive ügynöke szintén német fogságba esett és 1944-ben a Gross-Rosen koncentrációs táborban kivégezték.
Otto Abetz német nagykövet volt, és egy sor "fekete listát" készített azokról a szerzőkről, akiket a nácik által megszállt Franciaországban tilos elolvasni, terjeszteni vagy eladni. Ezek közé tartozott minden, amit zsidó, kommunista, angolszász vagy bárki más írt, aki németellenes vagy antifasiszta. Louis Aragon és André Malraux mindketten szerepeltek a tiltott szerzők „Otto-listáján”.
A háború után Malraux megkapta a Médaille de la Résistance és a croix de guerre kitüntetéseket. A britek "Distinguished Service Order" renddel tüntették ki a Corrèze-i, Dordogne-i és Lot-i brit összekötő tisztekkel végzett munkájáért. Dordogne felszabadulása után Malraux egy volt ellenállási harcosokból álló zászlóaljat Elzász-Lotaringiába vezetett, ahol az 1re armée (Első Hadsereg) mellett harcoltak.
A háború alatt dolgozott utolsó regényén, a Harc az angyallal címen, a címet a bibliai Jákob történetéből merítette. A kéziratot 1944-es elfogása után a Gestapo megsemmisítette. A Les Noyers de l'Altenburg címmel fennmaradt első rész a háború után jelent meg.

### A háború után

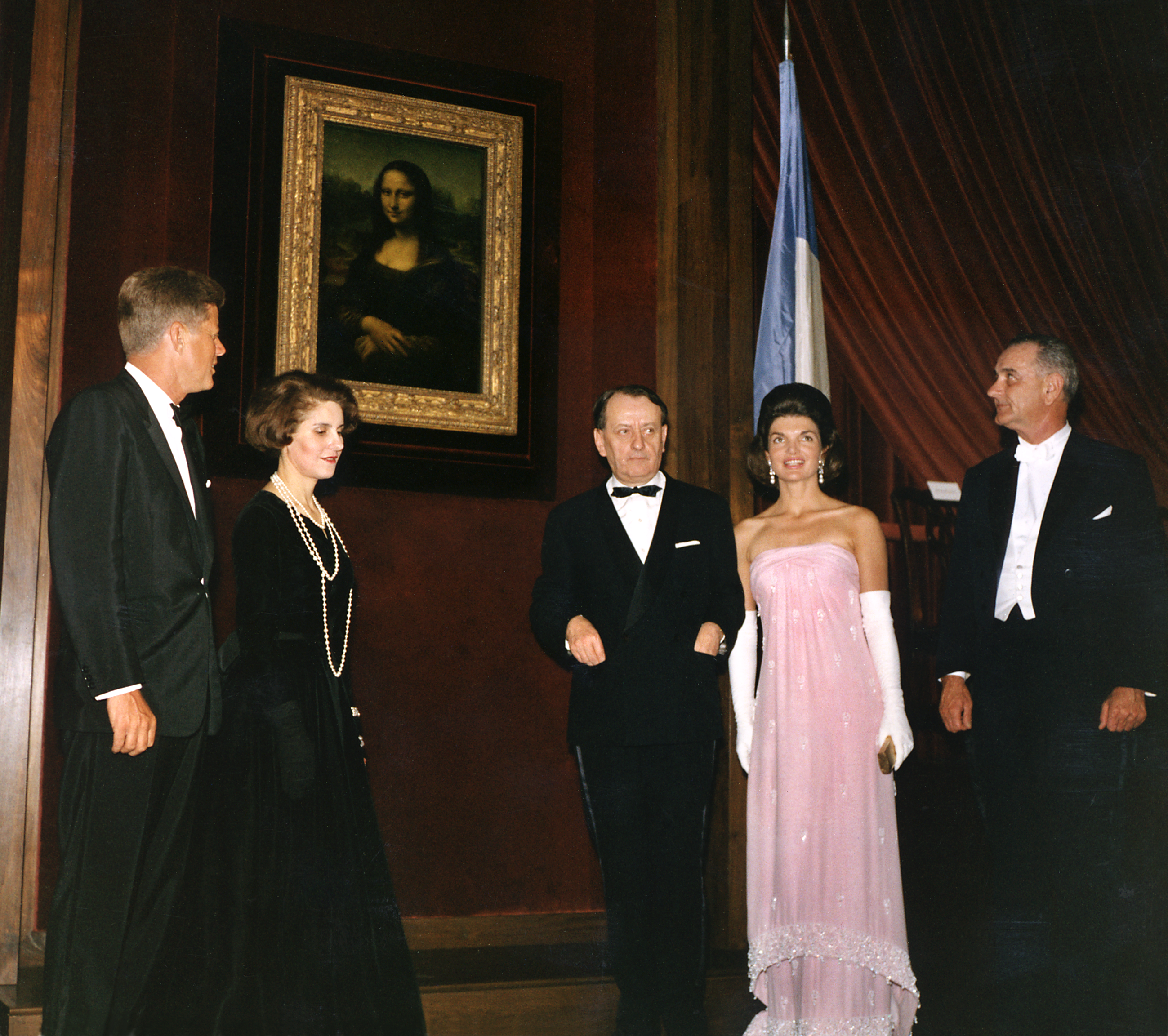
John F. Kennedy amerikai elnök, Marie-Madeleine Lioux, André Malraux, Jacqueline Kennedy és Lyndon B. Johnson amerikai alelnök a Mona Lisa leleplezésén a National Gallery of Art, Washington DC-ben. A First Lady szerint Malraux "a leglenyűgözőbb férfi, akivel valaha beszéltem".

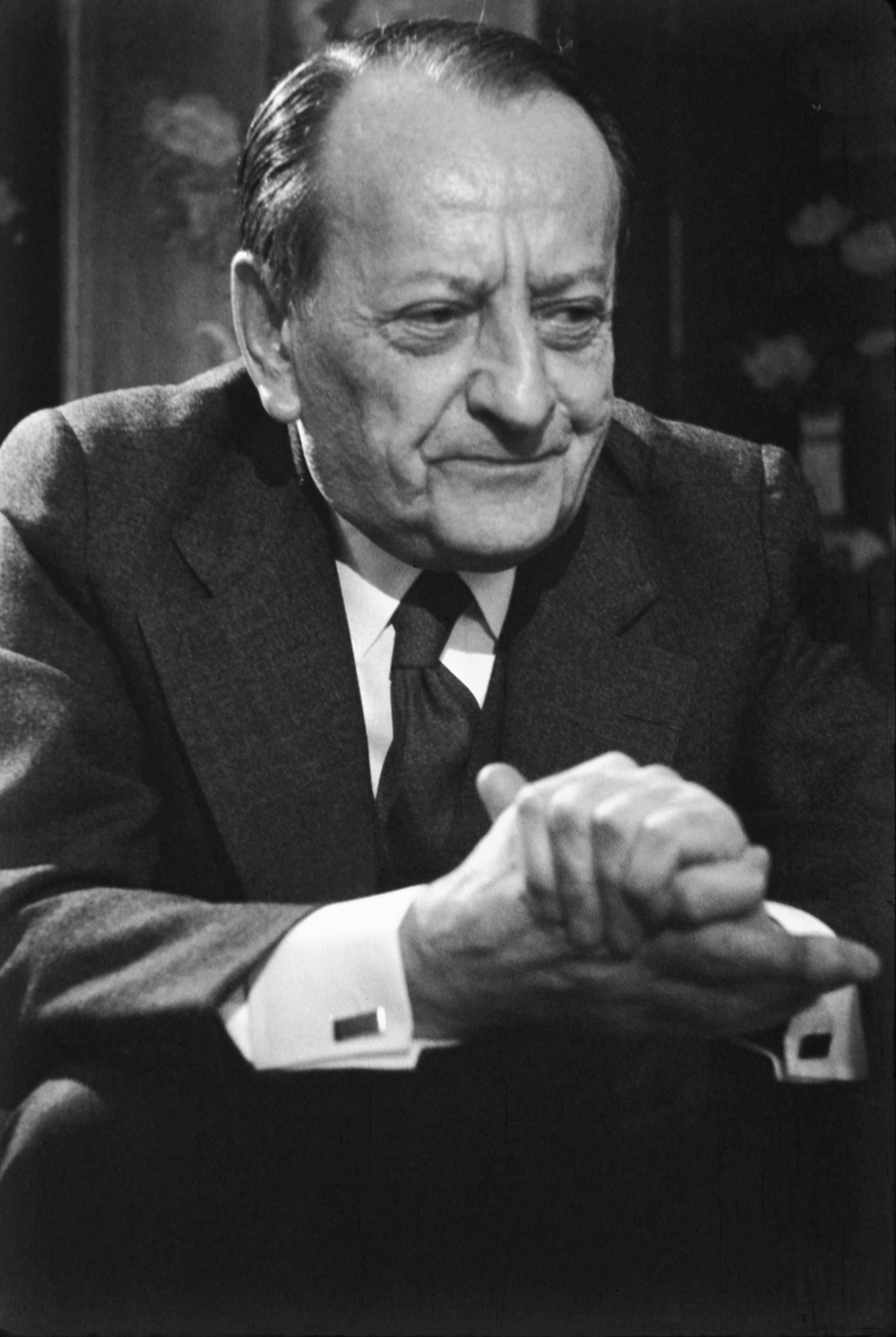
André Malraux 1974-ben

Röviddel a háború után Charles de Gaulle tábornok Malraux-t nevezte ki információs miniszterének (1945–1946). Nem sokkal ezután elkészült első művészeti könyve, La Psychologie de l'Art (A művészet pszichológiája), amely három kötetben jelent meg (1947–1949). A művet ezt követően felülvizsgálták és egy kötetben újra kiadták Les Voix du Silence (A csend hangjai) címmel, amelynek első része külön is megjelent Un musée sans murs címmel. További fontos művészetelméleti munkák következtek. Ezek közé tartozott a La Métamorphose des dieux és a Precarious Man and Literature című háromkötetes, utóbbi posztumusz, 1977-ben jelent meg. 1948-ban Malraux feleségül vette Marie-Madeleine Lioux koncertzongoristát és féltestvére, Roland Malraux özvegyét. 1966-ban különváltak. Ezt követően Malraux Louise de Vilmorinnal élt a Vilmorin család kastélyában Verrières-le-Buissonban, Essonne-ban, Párizstól délnyugatra. Vilmorint leginkább finom, de maró mesék írójaként ismerték, gyakran arisztokratikus vagy művészi környezetben. Leghíresebb regénye az 1951-ben megjelent Madame de... volt, amelyet a Max Ophüls által rendezett The Earrings of Madame de... (1953) című ünnepelt filmbe adaptáltak Charles Boyer, Danielle Darrieux és Vittorio de Sica főszereplésével. Vilmorin további munkái közé tartozik a Juliette, a La lettre dans un taxi, a Les belles amours, a Saintes-Unefois és az Intimités. Jean Cocteau-nak írt leveleit mindkét tudósító halála után tették közzé. Louise halála után Malraux utolsó éveit rokonánál, Sophie de Vilmorinnál töltötte.
1957-ben Malraux kiadta művészetről szóló trilógiájának első kötetét La Métamorphose des dieux címmel. A második két kötet röviddel az 1976-os halála előtt jelent meg. Ezek a L'Irréel és L'Intemporel címet viselik, és a reneszánsztól a modern időkig terjedő művészeti fejlődést tárgyalják. Malraux kezdeményezte a L’Univers des formes sorozatot is, amely a világművészet ambiciózus felmérése, amely több mint harminc nagy, illusztrált kötetet generált.
Amikor de Gaulle 1958-ban visszatért a francia elnöki székbe, Malraux Franciaország első kulturális minisztere lett, 1958-tól 1969-ig ezt a posztot töltötte be. 1962. február 7-én az Organisation de l'armée secrète (OAS) merényletének célpontja volt, amely bombát robbantott a lakóházára, ami nem tudta megölni a célpontját, de egy a szomszédos lakásban élő négyéves kislányt megvakította a repesz. Ironikus módon Malraux langyos támogatója volt de Gaulle azon döntésének, hogy függetlenséget biztosít Algériának, de az OAS nem tudott erről és úgy döntött, hogy meggyilkolja Malraux-t, mint magas rangú minisztert.
Számos kezdeményezés mellett Malraux egy innovatív (és később széles körben utánzott) programot indított jelentős francia épületek megfeketedett homlokzatának megtisztítására, felfedve az alatta lévő természetes kőzetet. Emellett számos kultúrházat hozott létre tartományi városokban, és az ipari régészet népszerűsítésével Franciaország nemzeti örökségének megőrzésén dolgozott. A művészeteket nagyon komolyan vevő értelmiségiként Malraux kulturális miniszterként küldetésének tekintette Franciaország örökségének megőrzését és a tömegek kulturális színvonalának javítását. Törekvései a francia kultúra népszerűsítésére leginkább a régi könyvtárak, művészeti galériák, múzeumok, színházak, operaházak és maison de la culture (a tartományi városokban épült központok, amelyek könyvtár, művészeti galéria és színház keveréke) felújítására vagy új építésére vonatkoztak. A film, a televízió és a zene kevesebb időt vett el Malraux idejéből, és a harmadik világból érkező bevándorlás okozta változó demográfiai helyzet meggátolta a francia magaskultúra népszerűsítésére tett erőfeszítéseit, mivel sok muszlim és afrikai nemzetből származó bevándorló nem találta vonzónak a francia magaskultúrát. A szenvedélyes bibliofil Malraux hatalmas könyvgyűjteményt épített fel a nemzet kulturális minisztereként és önmagáért is.
Malraux a bangladesi felszabadító mozgalom nyílt támogatója volt az 1971-es bangladesi felszabadító háború idején, és kora ellenére komolyan fontolgatta, hogy csatlakozik a harchoz. Amikor Indira Gandhi 1971 novemberében Párizsba érkezett, széles körű vita folyt köztük a bangladesi helyzetről.
A háború utáni időszakban Malraux egy sorozatot adott ki félig önéletrajzi művekből, az elsőt Antimémoires (1967) címmel. A sorozat egy későbbi kötete, a Lazare egy súlyos betegség során szerzett élményeiből adódó halálról szóló elmélkedés. A La Tête d'obsidienne (1974) (Picasso maszkjaként fordítva) Picassóval és általánosabban a vizuális művészettel foglalkozik. Utolsó, 1977-ben posztumusz kiadott könyvében, a L'Homme précaire et la littérature azt az elméletet terjesztette elő, hogy létezik egy "bibliothèque imaginaire", ahol az írók olyan műveket hoztak létre, amelyek nagy hatással voltak a későbbi írókra, mint ahogy a festők a régi mesterek tanulmányozása révén tanulták meg mesterségüket; Miután megértették a régi mesterek munkásságát, az írók a megszerzett tudás birtokában új műveket hoznak létre, amelyek hozzáadták a növekvő és véget nem érő bibliothèque imaginaire-t. Az elitista Malraux, aki a világ összes nemzetének magas kultúráját értékelte, különösen érdeklődött a művészettörténet és a régészet iránt, és íróként kötelessége megosztani tudását a hétköznapi emberekkel. Az esztéta, Malraux úgy vélte, hogy a művészet spirituálisan gazdagítja és szükséges az emberiség számára.
Malraux-t 70 alkalommal jelölték irodalmi Nobel-díjra. Az 1950-es és 1960-as években évente pályázott a díjra, de soha nem ítélték oda. 1969-ben Samuel Beckett mellett ő volt a fő jelölt a díjra. Pályázatát a Nobel-bizottság néhány tagja támogatta, de egy másik tag politikai okokból elutasította, és a Svéd Akadémia végül úgy döntött, hogy Beckettet kell kitüntetni.

## Halála
Malraux a Párizs melletti Créteilben hunyt el 1976. november 23-án tüdőembóliában. Erősen dohányzott, és rákos volt. Elhamvasztották, hamvait pedig a Verrières-le-Buisson (Essonne) temetőben temették el. A francia kultúrához való hozzájárulása elismeréseként hamvait a párizsi Panthéonba szállították 1996-ban, halálának huszadik évfordulóján.

## Öröksége és kitüntetései
- 1933, Prix Goncourt
- Médaille de la Résistance
- Croix de guerre
- Distinguished Service Order (United Kingdom)
- 1959, honorary degree, University of São Paulo[97]
- Jawaharlal Nehru Award for International Understanding, 1974 (India)

## Bibliográfia
- Lunes en Papier, 1923 (Paper Moons, 2005)
- La Tentation de l'Occident, 1926 (The Temptation of the West, 1926)
- Royaume-Farfelu, 1928 (The Kingdom of Farfelu, 2005)
- Malraux, André. Les Conquérants (The Conquerors). University of Chicago Press (1928). ISBN 978-0-226-50290-8 (reprint University of Chicago Press, 1992, ISBN 978-0-226-50290-8)
- La Voie royale, 1930 (The Royal Way or The Way of the Kings, 1930)
- La Condition humaine, 1933 (Man's Fate, 1934)
- Le Temps du mépris, 1935 (Days of Wrath, 1935)
- L'Espoir, 1937 (Man's Hope, 1938)
- Malraux, André. Les Noyers de l'Altenburg (The Walnut Trees of Altenburg). University of Chicago Press (1948). ISBN 978-0-226-50289-2 (reprint University of Chicago Press, 1992, ISBN 978-0-226-50289-2)
- La Psychologie de l'Art, 1947–1949 (The Psychology of Art)
- Le Musée imaginaire de la sculpture mondiale (1952–54) (The Imaginary Museum of World Sculpture (in three volumes))
- Les Voix du silence, 1951 (The Voices of Silence, 1953)
- La Métamorphose des dieux (English translation: The Metamorphosis of the Gods, by Stuart Gilbert):
  - Vol 1. Le Surnaturel, 1957
  - Vol 2. L'Irréel, 1974
  - Vol 3. L'Intemporel, 1976
- Antimémoires, 1967 (Anti-Memoirs, 1968 – autobiography)
- Les Chênes qu'on abat, 1971 (Felled Oaks or The Fallen Oaks)
- Lazare, 1974 (Lazarus, 1977)
- L'Homme précaire et la littérature, 1977
- Saturne: Le destin, l'art et Goya, (Paris: Gallimard, 1978) (Translation of an earlier edition published in 1957: Malraux, André. * Saturn: An Essay on Goya. Translated by C.W. Chilton. London: Phaidon Press, 1957.)
- Lettres choisies, 1920–1976. Paris, Gallimard, 2012.

A teljesebb bibliográfiát lásd a littéraire André Malraux webhelyen.

## Kiállítások
- André Malraux, Fondation Maeght(wd),[99] Vence, 1973
- André Malraux et la modernité – le dernier des romantiques, Születésének százéves kiállítása Musée de la Vie romantique(wd),[100] Paris, 2001, by Solange Thierry, with contributions by Marc Lambron, Solange Thierry, Daniel Marchesseau, Pierre Cabanne, Antoine Terrasse, Christiane Moatti, Gilles Béguin and Germain Viatte (ISBN 978-2-87900-558-4)

## Magyarul megjelent
- Hódítók (Les conquérants) – Pantheon, Budapest, 1928 · Fordította: Németh Andor (Jó könyvek)
- Emberi sorsok (La Condition humaine) – Cserépfalvi, Budapest, 1934 · Fordította: Kállay Miklós
- Emberi sorsok. Regény; törölt részek pótlásával; ford. Kállay Miklós; Cserépfalvi, Bp., 1945
- Két nemzedék (La lutte avec l'ange) – Anonymus, Budapest, 1946 · Fordította: Goda Gábor
- Királyok útja (La Voie royale) – Révai, Budapest, 1947 · Fordította: Rónay György (Révai könyvtár)
  - – Magvető, Budapest, 1977 · ISBN 9632705750 · Fordította: Rónay György
  - – Citadella, Kistarcsa, 1999 ·  · Fordította: Rónay György
- A remény (L'Espoir) – Európa, Budapest, 1968 · Fordította: Bajomi Lázár Endre
- Ellenemlékiratok; Kossuth, Bp., 1969; belső terjesztés, párttagok számára, számozott
- Az ember sorsa (La condition humaine) – Európa, Budapest, 1969 · Fordította: Réz Pál
  - – Kriterion, Bukarest, 1983 · ISBN 9630723999 · Fordította: Réz Pál
  - – Szépirodalmi, Budapest, 1988 · ISBN 9631536750 · Fordította: Réz Pál
- Az obszidián fej (La tête d'obsidienne) – Magvető, Budapest, 1976 · ISBN 9632703472 · Fordította: Réz Pál (Világkönyvtár)
- Lázár. A kötél és az egerek VI. fejezet (Lazare) – Magvető, Budapest, 1979 · ISBN 9632710096 · (Rakéta regénytár) · Fordította: Villó Ildikó
- Ellenemlékiratok (Antimémoires) – Magvető, Budapest, 1993 · ISBN 963-14-0729-2 · Fordította, utószó, jegyzetek: Nagy Géza
  - – benne: A pokol tornácának tükre (Le miroir des limbes) – Magvető, Budapest, 1993

## Fordítás
- Ez a szócikk részben vagy egészben  az   André Malraux című angol Wikipédia-szócikk fordításán alapul.  Az eredeti cikk szerkesztőit annak laptörténete sorolja fel. Ez a jelzés csupán a megfogalmazás eredetét és a szerzői jogokat jelzi, nem szolgál a cikkben szereplő információk forrásmegjelöléseként.